# Jaguares de Tapachula
Los Jaguares de Tapachula, también conocido simplemente como Jaguares, fue un equipo de fútbol profesional de la ciudad chiapaneca de Tapachula que participaba en la Primera "A", ahora llamada Liga de Ascenso.
Jugaron en el equipo Popeye, Oliva, Alan Cruz, Glaria, Halcón Peña, Pando Ramírez, Tiba. Tenían cómo sede el Estadio Olímpico de Tapachula. Jugaban en un horario de las 15:00 horas. En el sur poniente de la ciudad. Información: Lalo Gómez. Locutor y Cronista Deportivo de la Ciudad de Tapachula

## Historia
El Equipo se funda para el Clausura 2003 como filial del equipo Jaguares de Chiapas de la primera división mexicana, pero tras malos resultados en el Clausura 2004 el equipo desciende a segunda división, desapareciendo hasta el año 2007 cuando se compra la franquicia del recién ascendido Pachuca Juniors.
En el Torneo Clausura 2009, finalizó en la 7º posición del Grupo 3 con 16 puntos, por arriba de las filiales Académicos de Tonalá (11 pts) y Tecos A (9 pts). Jaguares de Tapachula consiguió 3 victorias, 7 empates y 6 derrotas. Además contó con 18 goles a favor y 21 en contra, para una diferencia de -3.
Tras finalizar ese torneo, se crea la Liga de Ascenso, eliminando a casi todas las filiales de la división (incluyendo a la de Jaguares), con excepción de las de Pumas, Cruz Azul y Atlante.